# Mojka
La Mojka (in russo Мо́йка?) è un piccolo fiume, facente parte del delta della Neva, che scorre nel centro storico di San Pietroburgo. In origine era chiamato Mya, termine derivante dalla parola in lingua ingrica che significava fanghiglia o palude, mentre il nome attuale iniziò ad essere usato intorno al 1726. 
Il fiume è lungo circa 5 chilometri e largo 40 metri e nasce come derivazione del fiume Fontanka nei pressi del Giardino d'Estate. Incrocia quindi la Prospettiva Nevskij e il canale Krjukov prima di confluire nella Neva.

## I palazzi
Lungo le rive della Mojka si trovano alcuni notevoli palazzi del XVIII secolo. Tra di essi è possibile citare
- il Palazzo Stroganov
- il palazzo della famiglia Razumovskij
- il palazzo Jusupov dove nel 1916 fu assassinato Grigorij Rasputin
- l'isola della Nuova Olanda
- il Castello Michajlovskij
- il Mercato rotondo
- l'ultima abitazione del poeta Aleksandr Puškin, oggi divenuta un museo

## I ponti
Al 2016, 15 ponti attraversano la Mojka. Partendo dalla derivazione del canale Fontanka, essi sono
| Ponte                                                          | Descrizione | Immagine |
| -------------------------------------------------------------- | --- | -------- |
| Primo ponte degli ingegneri (in russo Первый Инженерный мост?) | Situato in corrispondenza dell'incrocio con il Fontanka, deve il suo nome al vicino Palazzo degli ingegneri. |          |
| Primo ponte del giardino (in russo 1-й Садовый мост?)          | |          |
| Secondo ponte del giardino (in russo 2-й Садовый мост?)        | |          |
| Ponte Malo-Konjušennyj (in russo Мало-Конюшенный мост?         | Situato all'incrocio tra la Mojka e il canale Griboedov. Insieme all'adiacente Ponte del Teatro forma il cosiddetto "ponte dei tre archi" |          |
| Ponte Bol'šoj Konjušennyj (in russo Большой Конюшенный мост?)  | |          |
| Ponte Pevčeskij (in russo Певческий мост?)                     | Conosciuto anche come Ponte dei coristi o Ponte Giallo, con i suoi 72 metri di larghezza, è uno dei ponti più larghi della città |          |
| Ponte Verde (in russo Зелёный мост?)                           | Situato all'incrocio tra la Mojka e la Prospettiva Nevskij, fu realizzato nel 1806 su progetto dell'architetto William Heste e si tratta del primo ponte in ghisa della città. |          |
| Ponte Rosso (in russo Красный мост?)                           | Originariamente costruito tra il 1808 e il 1813 su progetto dell'architetto William Heste, deve il suo nome all'acceso colore rosso delle strutture. |          |
| Ponte Blu (in russo Синий мост?)                               | Situato al di sotto di Piazza Isaakievskaya, è largo circa 100 metri ed è il ponte più largo della città. |          |
| Ponte delle Lanterne (in russo Фонарный мост?)                 | |          |
| Ponte Počtamtskij (in russo Почтамтский мост?)                 | Costruito originariamente tra il 1823 e il 1824 su progetto degli ingegneri Wilhelm von Traitteur e Vasilij Andreevič, deve il suo nome al vicino palazzo delle poste centrali. Insieme al Ponte dei Leoni e al Ponte della Banca, opera degli stessi progettisti, è uno dei tre ponti a catena ancora esistenti a San Pietroburgo. |          |
| Ponte Poceluev (in russo Поцелуев мост?)                       | [ 5 ] |          |
| Ponte Krasnoflotskij (in russo Краснофлотский мост?)           | |          |
| Ponte Chrapovickij (in russo Храповицкий мост мост?)           | |          |
| Ponte Korabel'nyj (in russo Корабельный мост?)                 | |          |